# Slash
Saul Hudson (* 23. července 1965 Londýn, Anglie), známý pod pseudonymem Slash, je britsko-americký hudebník a skladatel. Známý především jako sólový kytarista americké rockové skupiny Guns N' Roses, se kterou na konci 80. a začátkem 90. let dosáhl celosvětového úspěchu.
V roce 1993 založil vlastní kapelu Slash's Snakepit, o tři roky později v roce 1996 opustil Guns N' Roses a v roce 2002 spoluzaložil další projekt – kapelu Velvet Revolver, která v prvním desetiletí nového tisíciletí dosáhla úspěchu. Slash vydal čtyři sólová alba: Slash (2010), které představilo řadu hostujících hudebníků, dále Apocalyptic Love (2012), World on Fire (2014) a Living the Dream (2018) nahrál se svojí kapelou Myles Kennedy and the Conspirators. Do Guns N' Roses se vrátil v roce 2016.
Časopis Time ho v roce 2009 jmenoval finalistou na seznamu „10 nejlepších hráčů na elektrickou kytarou“, zatímco Rolling Stone ho v roce 2011 umístil na 65. místo v seznamu „100 největších kytaristů všech dob“. Guitar World v roce 2008 zařadil jeho kytarové sólo z písně „November Rain“ na 6. místo v seznamu „100 nejlepších kytarových sól“ a časopis Total Guitar v roce 2004 umístil riff z „Sweet Child o 'Mine“ na 1. příčku na jejich seznamu „100 největších riffů“. V roce 2010 ho společnost Gibson Guitar Corporation zařadila na 34. místo seznamu „50 největších kytaristů všech dob“, zatímco čtenáři ho umístili 9. místo v žebříčku „25 největších kytaristů všech dob“. V roce 2012 byl uveden do Rock and Roll Hall of Fame jako člen klasické sestavy Guns N 'Roses. Mimo jiné účinkoval také ve známé videohře Guitar Hero 3 Legends of Rock.

## Biografie
Saul Hudson se narodil v Hampsteadu v Londýně. Jeho matka, Ola Hudson (rozená Oliver; 1946–2009), byla afroamerická módní návrhářka, mezi jejíž klienty patřili David Bowie, John Lennon a Diana Ross. Jeho otec, Anthony Hudson, je anglický umělec, který tvořil obaly alb pro muzikanty jako jsou Neil Young a Joni Mitchell. V rozporu s několika zprávami Slashova matka nebyla Nigerijka, stejně jako jeho otec nebyl Žid.
Žil ve Stoke-on-Trent se svou babičkou z otcovy strany během raných let byl vychován svým otcem, zatímco jeho matka se přestěhovala zpátky do Los Angeles kvůli práci. Když mu bylo asi pět let, on a jeho otec se rozhodli se přestěhovat do Los Angeles k jeho matce. V polovině 70. let se jeho rodiče rozvedli a on se přestěhoval k babičce z matčiny strany. Jeho otec se vrátil zpátky do Anglie. Po rozvodu rodičů se Slash popsal „problémovým dítětem“. Slash navštěvoval Beverly Hills High School spolu s dalšími budoucími hvězdami jako Lenny Kravitz nebo Nicolas Cage.
V patnácti dostal akustickou kytaru, na které se naučil hrát. Jeho hudební vzory byly Led Zeppelin, Rory Gallagher, Eric Clapton, Rolling Stones, Queen, Aerosmith, Jimi Hendrix, AC/DC a Jeff Beck. První píseň, kterou se naučil zahrát byla „Smoke on the Water“ od Deep Purple. Chodil na hodiny kytary, ale chtěl se naučit písně, které se mu líbily. Začal se věnovat 12 hodin denně hře na kytaru, což pochopitelně mělo dopad na studijní výsledky a Slash nakonec studia zanechal. Zúčastnil se konkurzu glam metalové skupiny Poison a stal se dokonce finalistou. Potom potkal bubeníka Stevena Adlera. Slash a Steven založili „skupinu“ Road Crew.

## Guns N' Roses
Krátce na to potkali budoucího kytaristu Guns N' Roses Izzy Stradlina, a ten jim přehrál kazetu, na které zpíval Axl Rose. Poté, když se kytarista Tracii Guns a bubeník Rob Gardner Axlovy nové skupiny Hollywood Rose nemohli zúčastnit na prvních vystoupeních v Seattle, Slash a Steve se dobrovolně připojili jako noví členové. Krátce nato se skupina přejmenovala na Guns N' Roses. Po turné Use Your Illusion Tour se Slash stal americkým občanem.
Ještě během působení v Guns N' Roses měl i společné vystoupení s takovými rozličnými umělci jako Lenny Kravitz, BLACKstreet, Michael Jackson a Queen. Slash je neslavně známý za svou řeč v roce 1989 na American Music Awards. Po obdržení první ceny pro Guns N' Roses on a Duff se na pódium dovalili zjevně opilí, drželi alkoholické nápoje a kouřili cigarety. Slash ve své nejasné řeči stihl dvakrát zanadávat, než byl přerušen hudbou a kamera se zaměřila na oponu s logem AMA. Po vyslovení první nadávky se z davu ozvalo lapaní po dechu, nato si Slash zakryl ústa a se smíchem řekl „oops“.
V roce 1991 se Guns N' Roses vydali na 28 měsíční turné Use Your Illusion Tour, které se krylo s vydáním jejich nových alb Use Your Illusion I a Use Your Illusion II. Alba se od předešlých lišila, obsahovala víc estetických a dramatických písní jako „November Rain“ a „Estranged“. Tyto písně spolu s baladami jako „Don't Cry“ přispěly k napětí ve skupině, což vedlo k odchodu členů o pár let později. Slash toto poté uvedl jako klíčovou složku jeho neschopnosti pracovat s Axlem.
Neblaze známé světové turné pokračovalo a Slash si vytvořil jméno mezi nejlepšími kytaristy současnosti. Skoro každé vystoupení obsahovalo jeho sólo, trvající 5 až 15 minut, při kterém dav ohromoval svým výjimečným nadáním.
Na konci turné, po vydání alba The Spaghetti Incident?, které bylo poslední se Slashem, opustil kapelu a znova se do ní vrátil. V letech 1994 a 1995 začal s vlastním projektem, který nazval Slash's Snakepit. Členy byli bývalý kytarista GN'R Gilby Clarke a bubeník Matt Sorum a v roce 1995 vydali debutové album It's Five O'Clock Somewhere.
Kromě toho vystoupil spolu s Michaelem Jacksonem na MTV Video Music Awards v roku 1995. Slash hrál na kytaru v písni Black Or White, zahrnující 90sekundové sólo, během kterého si Jackson vyměnil oblek pro další píseň Billie Jean. Slash vystoupil s Jacksonem znovu 10. září 2001 na oslavě Jacksonova 30. výročí vystoupení v Madison Square Garden, New York.

## Odchod z Guns N' Roses
Oficiálně opustil GN'R v roce 1996 vyhlášením, že by dál nedokázal pracovat s Axlem. Údajně měl několik neshod s Axlem kvůli hudebnímu směru, jakým se skupina ubírá a také za způsob vedení skupiny. Byl rozzuřený, když Axl nahradil kytarovou pasáž Gilbyho Clarka v písni „Sympathy for the Devil“ za nahrávku Paula Tobiase. Poté se zaměřil na Slash's Snakepit, odehrál několik koncertů ještě předtím, než se kapela toho roku rozpadla. Znovu vytvořil Snakepit v roce 1998, znova se rozpadli v červenci 2001 po vydání druhého alba Ain't Life Grand.
V roce 2003 se zúčastnil na comebackové nahrávce „Birdland“ skupiny Yardbirds, která obsahovala nové nahrávky jejich největších hitů a na vystoupeních vystupuje i s bývalými členy (Jeff Beck, Joe Satriani, Steve Vai, Brian May, Steve Lukather, Jeff „Skunk“ Baxter, Johnny Rzeznik, Martin Ditchum a Simon McCarty). Písně byly součástí alba Favored Nations. Slash se představil v písních „Over, Under, Sideways, Down“ jako hlavní kytarista.
Od poloviny 90. let až do začátku nového století hrával s mnohými kapelami, většinou jako host na albech a koncertech. Hrával rozličné hudební žánry a až do roku 2002 nebyl členem žádné kapely. V tomto roce se on, Duff McKagan a Matt Sorum znovu spojili, aby vystoupili na rozlučkovém koncertu bubeníka Randy Castilla. Pochopili, že to mezi nimi stále funguje, tak se rozhodli spolu založit novou skupinu.

## Velvet Revolver

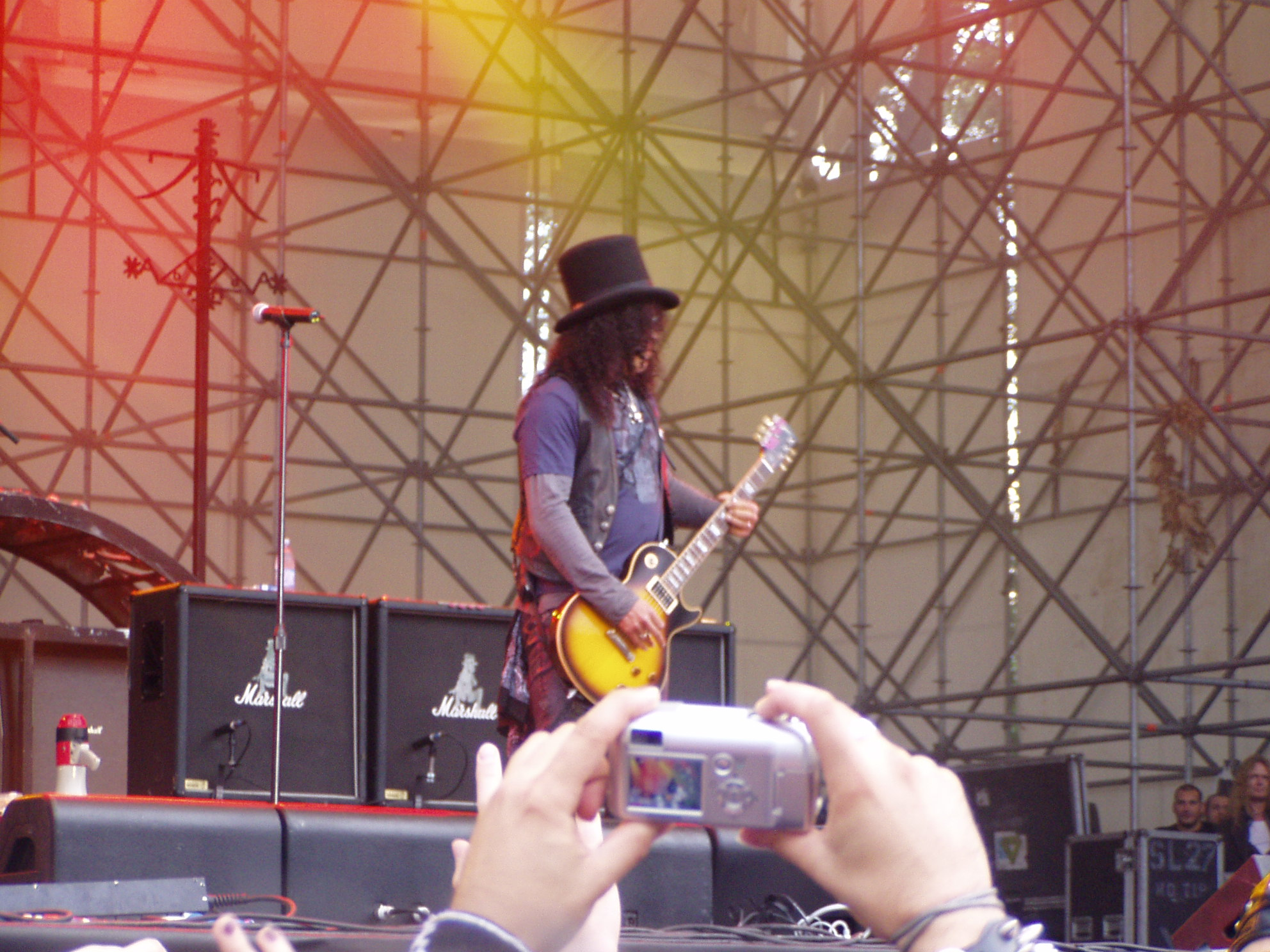
Slash při koncertě v roce 2007

Velvet Revolver začínal pod názvem The Project. Slash, Duff a Matt zariskovali a pokoušeli se najít nového zpěváka. Druhým kytaristou byl Izzy Stradlin, ale spolupráce nefungovala jak měla protože Izzy měl odpor k vyrážení na turné a také ke spolupráci s novým zpěvákem. Nakonec se kytaristou stal Dave Kushner, který předtím vystupoval spolu s Duffem. Mnoho měsíců poslouchali demo nahrávky potenciálních zpěváků, monotónní proces, který byl zdokumentován stanicí VH1. Po několika měsících už byli připraveni se na to vykašlat. Avšak skupina Stone Temple Pilots se právě rozhodla dát si prodlouženou přestávku a zpěvák Scott Weiland si dodal odvahy a odhodlal si vyzkoušet „The Project“. Slash, Duff, a Matt s ním začali okamžitě pracovat a tak Velvet Revolver mohl vzniknout. Spojením bývalých členů Guns N' Roses a Grungeového zpěváka Scotta Weilanda vznikl unikátní hudební styl mixující to nejlepší z hardrocku a grunge.
Skupina v roce 2004 odehrála několik koncertů a vydala svůj první singl „Set Me Free“, který se objevil na soundtracku k filmu Hulk. Ještě v červnu vydali své debutové album Contraband. Vydali se na 19měsíční turné, zatímco album se stalo platinovým a Slash se připomenul masám, které na něj za ty roky zapomněli. Turné skončilo v lednu 2006 a kapela si dala zasloužený oddych před nahráváním svého druhého alba. Skupina v květnu 2006 nahrála novou píseň pro film Monster House.

Druhé album s názvem Libertad bylo vydáno 3. července 2007. Album dosáhlo 5. místa v americkém žebříčku Billboard 200. Singly ze staly písně „She Builds Quick Machines“, The Last Fight „ a “Get Out the Door„. Kapela vyjela na turné, které však bylo začátkem konce účinkování Scotta Weilanda v kapele. Napětí se stupňovalo a 1. dubna 2008 kapela ohlásila, že Scott Weiland již není zpěvákem Velvet Revolver. Důvodem byla jeho nedochvilnost na zkoušky a problémy s drogami a alkoholem. Od té doby je Velvet Revolver bez zpěváka a přes veškerou snahu se nedaří v konkurzech najít toho pravého. Nicméně kapela se nerozpadla a v roce 2011 plánuje vydat své třetí album. Sorum i Slash na konci roku 2010 uvádějí, že kapela je velmi blízko k oznámení nového zpěváka. Slash v únoru 2011 potvrzuje zprávy o tom, že jednají s Corey Taylorem (Slipknot, Stone Sour), avšak rozhodnutí zatím nebylo učiněno.

## Sólová kariéra

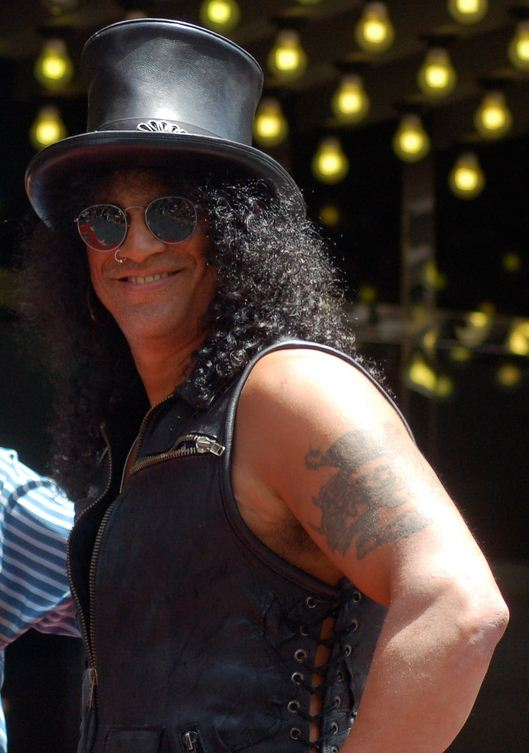
Slash při předávání hvězd na Hollywood Walk of Fame 10. července 2012

V roce 2010 vydal sólové album s názvem "Slash“. Spolupracovalo na něm mnoho interpretů z oblasti rockové hudby, jako např. Ozzy Osbourne, Kid Rock, Lemmy Kilmister, Chris Cornell nebo Andrew Stockdale z Wolfmother. Deska obsahuje také remix megahitu Guns N' Roses „Paradise City“, v němž vystupuje popová zpěvačka Fergie a rapová formace Cypress Hill. Dalším bonbónkem pro rockové fanoušky je např. instrumentální skladba „Watch This“, kterou spolu se Slashem nahráli Duff McKagan a bývalý člen kapely Nirvana (nyní frontman Foo Fighters) Dave Grohl.
Na podporu tohoto alba vyjel na světové turné, které začalo na jaře 2010 a pokračovalo až do roku 2011. Slashovu kapelu na turné tvořili Todd Kerns (baskytara), Bobby Schneck (doprovodná kytara), Brent Fitz (bicí) a vokalistou se stal Myles Kennedy z kapely Alter Bridge, který otextoval a nazpíval na albu dvě písně (Starlight, Back From Cali). S Mylesem Kennedym plánuje Slash spolupracovat i v budoucnu. Připravil své druhé sólové album s názvem Apocalyptic Love, na kterém je zpěvákem pouze Myles Kennedy. Album vyšlo v květnu roku 2012. 

V rámci evropské části turné se Slash zastavil i v České republice a odehrál vynikající koncert 8. června 2010 v Tesla aréně v Praze. Zajímavostí je, že jeden z koncertů proběhl poprvé ve Slashově rodišti, Stoke On Trent v Anglii, kde se zároveň oslavily Slashovy 46 narozeniny a natočilo se zde i live DVD.
Za album „Slash“ získal cenu Album of The Year 2010 v anketě Classic Rock Awards (UK).
V současné době je Slash spolu s Mylesem Kennedym a doprovodnou kapelou, nazvanou The Conspirators, na turné k druhému albu Apocalyptic Love, na kterém dne 11. února 2013 hráli také v České republice ve Velkém sále Lucerny v Praze.

## Návrat do Guns N' Roses
4. ledna 2016 potvrdil spolu s Duffem McKaganem, že jsou znovu členy souboru. Že to takhle skončí ale vysvětlovala i interview z května 2015, kde Slash pronesl k návratu do GNR „Nikdy neříkej nikdy“, v srpnu pak potvrdil zlepšení vztahů mezi ním a Axlem a další slova (k reunionu, na kterém chybí Izzy Stradlin, Matt Sorum, Gilby Clarke a de facto i Steven Adler, který s kapelou občas zahraje na vybraných koncertech) jsou, že by do toho z dobrých důvodů a kvůli fanouškům šel. Po návratu pak přišel v dubnu 2016 koncert v klubu Troubadour první koncert ve staro-nové sestavě. Kapela tak vyrazila na 23 let očekávané turné s názvem Not In This Lifetime...Tour.

## Osobní život
Slash má dvojí občanství Velké Británie a USA. Britské občanství má od narození, ale americké získal až v roce 1996 i když žil v Los Angeles od roku 1971. V roce 2010 Slash řekl: „Považuji se za Brita, ohledně mého britského původu. Byly tam moje první roky chodil jsem tam do školy a mám tam zdánlivě nekonečnou rodinu. Takže jsem se vždy cítil nepohodlněji v Anglii.“
Slash se 10. října 1992 oženil s modelkou a herečkou Renée Suran v Marine del Rey v Kalifornii, rozvedli se v roce 1997.
Slash se 15. října 2001 oženil s Perlou Ferrarou a má s ní dva syny: London Emilio (2002) a Cash Anthony (2004). V srpnu 2010 Slash požádal o rozvod, ale o dva měsíce později se pár usmířil. Následně v prosinci 2014 požádal Slash znovu o rozvod.
Od listopadu 2014 chodí se svou přítelkyní fotografkou Meegan Hodges se kterou chodil v roce 1989.
V roce 2001 byla Slashovi diagnostikována kardiomyopatie, způsobené jeho mnoholetým zneužívání alkoholu a drog. Původně mu zbývalo šest dní až šest týdnů života, ale přežil díky fyzikální terapii a implantaci defibrilátoru. Od roku 2006 je čistý a střízlivý, což připsal tvé tehdejší manželce Ferrar. V roce 2009 zemřela jeho matka na rakovinu plic po její smrti přestal kouřit cigarety.

## Diskografie

### Sólo
- Slash (2010)
- Orgy of the Damned (2024)

### Guns N' Roses
- Live ?!*@ Like a Suicide (EP, 1986)
- Appetite for Destruction (1987)
- Guns N' Roses (EP, 1988)
- G N' R Lies (1988)
- Use Your Illusion I (1991)
- Use Your Illusion II (1991)
- The "Civil War" EP (EP, 1993)
- The Spaghetti Incident? (1993)
- Live Era '87–'93 (1999)
- Greatest Hits (2004)
- Appetite for Destruction: Locked N' Loaded (2018)
- Hard Skool (EP, 2022)

### Slash's Snakepit
- It's Five O'Clock Somewhere (1995)
- Ain't Life Grand (2000)

### Velvet Revolver
- Contraband (2004)
- Melody and the Tyranny (EP, 2007)
- Libertad (2007)

### Slash feat. Myles Kennedy & the Conspirators
- Live in Manchester (2010)
- iTunes Session (EP, 2011)
- Made in Stoke 24/7/11 (2011)
- Apocalyptic Love (2012)
- Spotify Sessions (EP, 2014)
- World on Fire (2014)
- Living The Dream (2018)
- 4 (2022)